# Componist

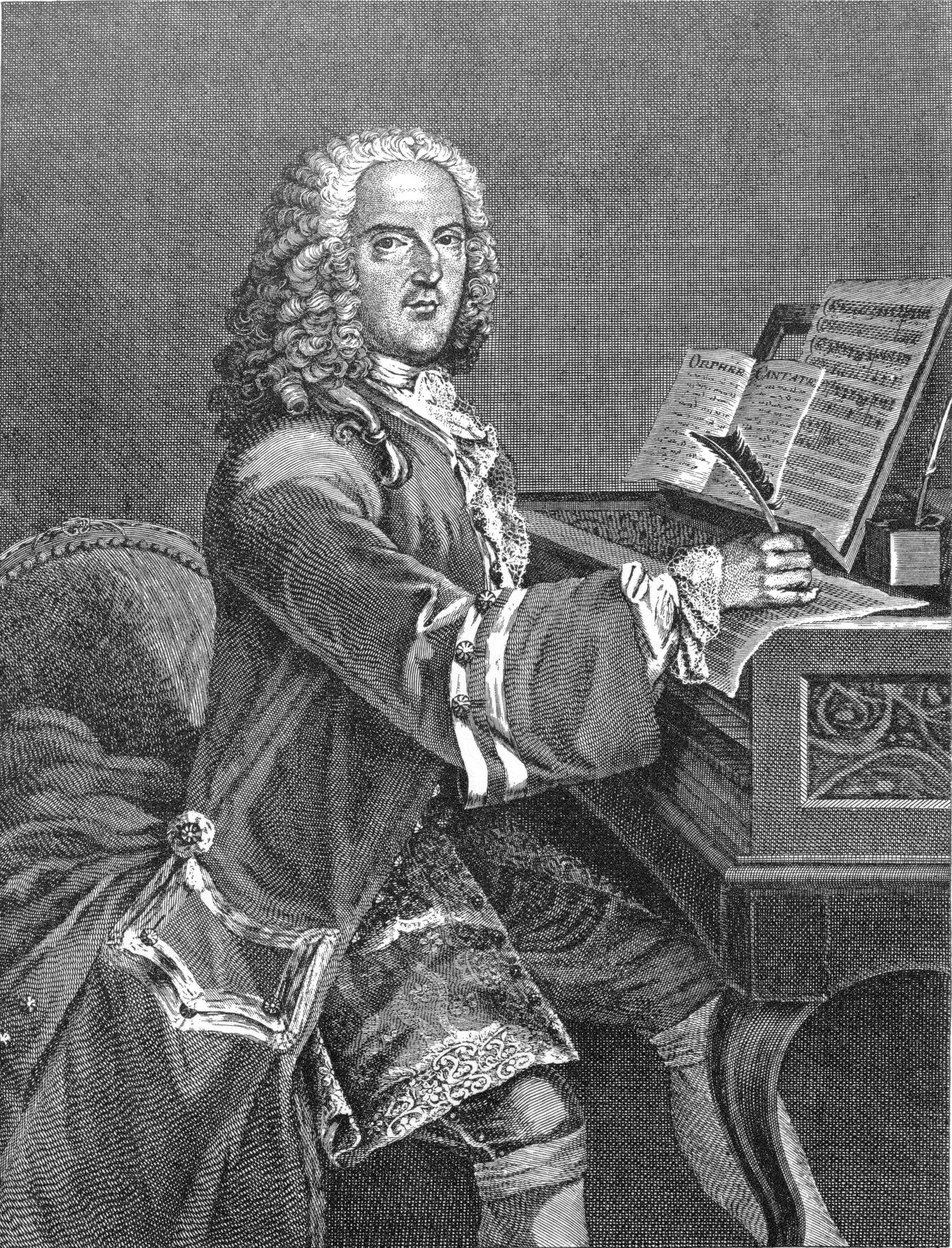
Louis Nicolas Clérambault tijdens het componeren

Een componist(e) of toondichter(es) is een persoon die muziek componeert. Dit wil zeggen dat hij/zij deze bedenkt, creëert en meestal opschrijft.
Het ordenen van tonen tot een muziekstuk noemt men componeren. Daarbij spelen de volgende elementen een rol: melodie, harmonie, ritme, dynamiek, tempo, instrumentatie en uitvoering. Voor de meeste geschreven vormen van muziek, zeker bij klassieke muziek, is de componist de belangrijkste factor. Zonder componist is er immers geen muziekstuk. De componist vermeldt bij zijn compositie, in de vorm van een partituur, hoe met al de hierboven vermelde aspecten bij de uitvoering ervan rekening gehouden moet worden. Door deze vastlegging op schrift zorgt de componist er tevens voor dat de compositie bewaard blijft en gereproduceerd kan worden op de manier zoals de componist de compositie ooit bedoeld heeft. Daarnaast kan op deze manier auteursrecht geclaimd en geregistreerd worden.
Bij vormen van muziek die op het gehoor gespeeld worden, bijvoorbeeld volksmuziek, Indiase of Turkse muziek, is de bron echter vaak anoniem.

## Medecomponist
Soms is muziek door meerdere personen (samen) gecomponeerd. Een componist die samen met andere componisten een compositie tot stand brengt, wordt een medecomponist genoemd. In het bijzonder komt het bij muziekgroepen vaak voor dat meerdere leden de muziek componeren; dit zijn dus medecomponisten.

## Filmcomponist
Een filmcomponist is een componist die, in nauwe samenwerking met de regisseur of de producent, de filmmuziek schrijft voor een film- of televisieserie, meestal als onderdeel van de postproductie. De belangrijkste filmprijs is de Academy Award of Oscar voor Beste Soundtrack.
De oorsprong van de filmcomponist gaat terug naar de begindagen van de filmgeschiedenis. In die tijd werden stomme films begeleid door pianisten, de eerste filmcomponisten de muziek specifiek schreven als een pianoset voor de pianist, of als een partituur voor orkest. Pas na het verschijnen van de geluidsfilm werd filmmuziek opgenomen in een studio. Sindsdien zijn er veel verschillende vormen voor het produceren van filmmuziek, bijvoorbeeld met synthesizers, in de vorm van jazz of met symfonieorkesten.